# William Henry Speer
William Henry Speer (Londres, 1863 - Sidmouth, Dorset, 1937) fou un compositor i organista anglès. Estudià literatura en la Universitat de Cambridge i música en la Royal Academy of Music. Després d'haver-ho estat d'altres moltes esglésies, el 1906 fou nomenat organista de la parròquia de Bexhill. Les seves obres principals són:
- The Jackdaw of Rheims, balada per a cors i orquestra;
- Rapsòdia en mi bemoll major, per a orquestra;
- Simfonia en mi bemoll major;
- Festival Ouverture;
- un quartet per a instruments d'arc i melodies vocals.